# Departamentul Cochabamba
Departamentul Cochabamba este unul din cele nouă departamente ale Boliviei; entități administrative naționale de ordin întâi ale țării.
Departamentul este la rândul său împărțit în 16 provincii (în spaniolă provincias), care la rândul lor, sunt împărțite în 47 de municipii (în spaniolă municipios) și 146 de cantoane (în engleză cantones).
Capitala departamentului este orașul Cochabamba, omonim cu numele departamentului.